# John Newell Evans
Pour les articles homonymes, voir John Evans et Evans.
John Newell Evans (9 mai 1846-9 janvier 1944) est un homme politique canadien de la Colombie-Britannique. Il est député provincial libéral de la circonscription britanno-colombienne de Cowichan de 1903 à 1907,.

## Biographie
Né dans le Montgomeryshire dans le Pays de Galles, Evans étudie dans sa région natale et à Londres. Après avoir exercé le métier de marchand de produits en vrac à Londres, il quitte pour la Colombie-Britannique en 1864. Il travaille ensuite à la construction de route à Victoria et, deux ans plus tard, s'installe en Californie où il travaille comme mineur jusqu'en 1870. De retour en Colombie-Britannique, il s'établit dans la région de la vallée Cowichan (en). Evans, sert comme préfet de North Cowichan et président de la Cowichan Creamery Association. 
Evans meurt à Duncan en Colombie-Britannique en 1944 à l'âge de 97 ans.